# 普里希德
50°58′2″N 27°21′44″E / 50.96722°N 27.36222°E
普里希德（烏克蘭語：Прихід），是烏克蘭北部的村莊，隸屬日托米爾州的茲維亞赫爾區。該村面積1.03平方公里，海拔高度200米，2001年人口82，人口密度每平方公里79.61人。